# 五氧化二钽
五氧化二钽（化学式：Ta2O5）是钽最常见的氧化物，也是钽在空气中燃烧生成的最终产物。

## 性质
白色无色结晶粉末。在1000～1200℃时仍保持白色，进一步升高温度则变为灰色。已知有两种变体：{\displaystyle {\rm {\ \alpha \!-\!Ta_{2}O_{5}}}}（高温型）和 {\displaystyle {\rm {\ \beta \!-\!Ta_{2}O_{5}}}}（低温型），从 {\displaystyle {\rm {\ \beta }}}-型转化为 {\displaystyle {\rm {\ \alpha }}}-型的温度为1360±5℃。{\displaystyle {\rm {\ \alpha }}}-型的熔点为1872±10℃，相对密度8.37；{\displaystyle {\rm {\ \beta }}}-型的熔点为1785±30℃，相对密度8.18。{\displaystyle {\rm {\ \beta \!-\!Ta_{2}O_{5}}}} 在熔融前已经转变成无定形的五氧化二钽，无定形体相对密度7.3。
五氧化二钽的化学性质不活泼。它是两性氧化物，难溶于水、碱液或稀无机酸，可溶于氢氟酸、熔融氢氧化钠、氢氧化钾、硫酸氢钾和焦硫酸钾。加热时不被氯化氢或溴化氢腐蚀。在氢氟酸中，随氟化钾浓度不同可结晶出组成不同的氟钽酸钾复盐。与氯化剂作用一般生成五氯化钽。高温下与碳反应生成碳化钽。一般不能被氢气还原，但在氢气氛中用碳还原五氧化二钽，可得一氧化钽。

## 制取
可由钽在空气或氧气中完全燃烧，氢化钽、氮化钽、碳化钽的氧化，乙醇钽的水解，或五氧化二钽的水合物在空气中灼烧脱水制取。工业上由钽铁矿碱熔并分去其他金属而制得。

## 用途

### 电子产品

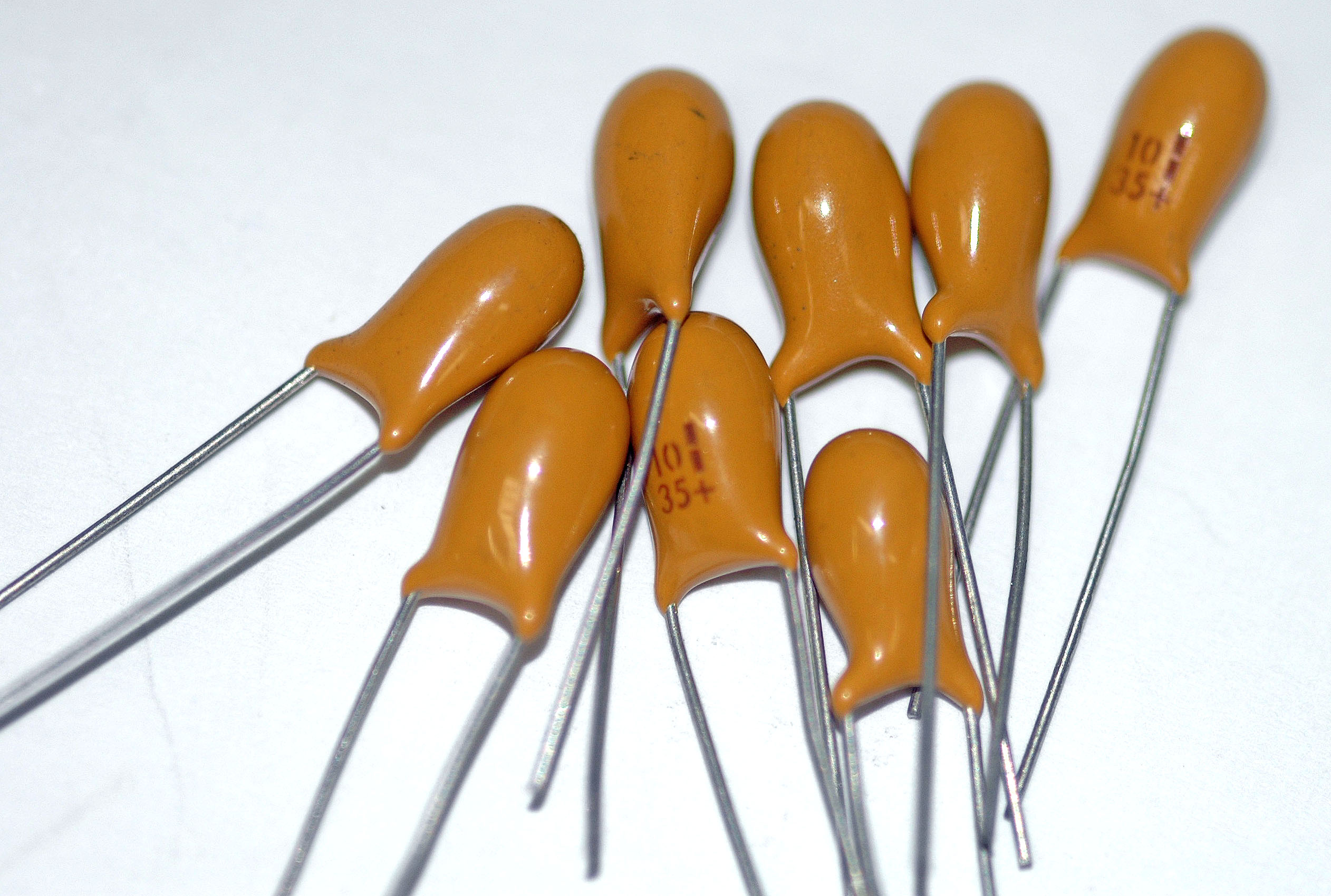
10 μF × 30 V的钽质电容器

五氧化二钽可用于电子产品，尤其是电容器中。钽质电容器可用于汽车电子、手机、寻呼机、电子电路、薄膜元件和高速工具。在1990年代，五氧化二钽也用于动态随机存取存储器的电容器中。
此外，五氧化二钽还用于CMOS、非易失性存储器和可变电阻式存储器中。

### 其它
Ta2O5较高的折射率使其可用于制造镜头玻璃。它也用于制造从近紫外线到近红外线的增透膜。